# Лікар-психолог
Лікар-психолог — лікар, що спеціалізується на медичній психології, науки, що представляє поєднання психологічних та медичних знань для забезпечення охорони здоров'я. 

## Завдання та обов'язки
- Здійснює психопрофілактику серед людей груп ризику щодо розвитку психічних, психосоматичних та поведінкових розладів.
- Здійснює психодіагностику, лікування і реабілітацію пацієнтів з різними соматичними захворюваннями спільно з іншими лікарями-спеціалістами.
- Здійснює психодіагностику, лікування і реабілітацію пацієнтів з різними видами психічних, психосоматичних та поведінкових розладів, надає їм медико-психологічну допомогу.
- Здійснює телемедичне консультування.
- Здійснює заходи з психопрофілактики професійного вигорання працівників закладу охорони здоров'я та пацієнтів.
- Надає медико-психологічну допомогу особам різного віку, які її потребують.
- Бере участь в поширенні медико-психологічних знань серед населення щодо психогігієни.[1]

## Освіта
Лікар-психолог повинен мати вищу освіту другого (магістерського) рівня у галузі знань "Охорона здоров'я" за спеціальністю 225 "Медична психологія" та пройти інтернатуру за спеціальністю "Медична психологія". 
В Україні освіту за спеціальністю 225 "Медична психологія" можна здобути в таких ЗВО:
1. Національний медичний університет імені О. О. Богомольця, в Навчально-науковому інституті психічного здоров'я[4]
2. Буковинський державний медичний університет
3. Вінницький національний медичний університет ім. М. І. Пирогова
4. Дніпровський державний медичний університет
5. Національний університет охорони здоров’я України імені П. Л. Шупика
6. Полтавський державний медичний університет
7. Харківський національний університет імені В.Н. Каразіна
8. Приватне акціонерне товариство "Вищий навчальний заклад "Міжрегіональна Академія управління персоналом"
9. Вищий приватний навчальний заклад "Львівський медичний університет"